# 岭南浮蛙
岭南浮蛙（学名：Occidozyga lingnanica），一种分布于中国广东省和海南岛等地的两栖动物，隶属于叉舌蛙科浮蛙属。模式产地为广东深圳蜈蚣岭。本种之前被记录为圆舌浮蛙（Occidozyga martensii），2022年中国研究人员通过对中国东南部分布的浮蛙进行形态学检查和系统发育分析，认定广东、海南一带圆舌浮蛙种群为一未描述过的新种。种加词取自本种的分布地区－岭南，也指1952年并入中山大学的岭南大学。

## 物种比较
岭南浮蛙之前长期被视为圆舌浮蛙，它与后者的区别在于以下形态特征：鼓膜隐蔽，鼓环不显（vs 鼓环凸起）；指序Ⅱ=Ⅰ<Ⅳ（vs Ⅱ=Ⅳ<Ⅰ），趾序Ⅴ<Ⅲ（vs Ⅲ<Ⅴ）；无跗褶（vs 有跗褶）；后肢前伸贴体时胫跗关节达颞褶后缘（vs 达眼部）。